# 2751 Campbell
2751 Campbell là một tiểu hành tinh vành đai chính với cận điểm quỹ đạo là 2.7152179 AU. Nó có độ lệch tâm là 0.1739676 và chu kỳ quỹ đạo là 1363.4843145 ngày (3.73 năm).
Campbell có vận tốc quỹ đạo trung bình là 19.20184334 km/s và độ nghiêng quỹ đạo là 1.48689°.
Nó được phát hiện ngày 7 tháng 9 năm 1962 ở Đài thiên văn Goethe Link.